# نورا (قزاقستان)
نورا (به قزاقی: Nura) یک منطقهٔ مسکونی در قزاقستان است که در شهرستان یرغیز واقع شده‌است. نورا ۶۸۱ نفر جمعیت دارد.